# Royal Saudi Navy
Die Royal Saudi Navy (englisch; arabisch القوات البحرية الملكية السعودية, DMG al-Quwwāt al-Baḥriyya al-Malakiyya as-Saʿūdiyya; kurz: RSNF; auch Royal Saudi Naval Forces) ist die Seestreitkraft vom Königreich Saudi-Arabien. Die Marine gehört zu den Streitkräfte Saudi-Arabiens und hat eine Personalstärke von 13.500 Soldaten.

## Allgemein
Die Royal Saudi Navy wurde 1960 gegründet und mit dem Saudi Naval Expansion Program (SNEP), welches mit Hilfe der Vereinigten Staaten geschaffen wurde, 1974 mit modernen Schiffen und Stützpunkten ausgestattet. So half die USA beim Erwerb der Korvetten, Schnellboote und Minenabwehrfahrzeuge. Auch die beiden Stützpunkte in al-Dschubail und Dschidda wurden in Zusammenarbeit mit den USA gebaut. Auch Frankreich unterstützte Saudi-Arabien mit Rüstungsexporten und Bildungsmaßnahmen. Aus Frankreich wurden Hilfsschiffe, Seezielflugkörper, Hubschrauber und Fregatten geliefert. Mit der Unterstützung der beiden Länder wuchs die Marine innerhalb von 17 Jahren von unter 1000 Soldaten auf 9500 Angehörige an. Im Jahr 2018 rief die Regierung Saudi-Arabiens SNEP II ins Leben. Dieses Programm umfasst eine Investition von rund 20 Milliarden US-Dollar und soll vor allem die östliche Flotte modernisieren.

## Stützpunkte

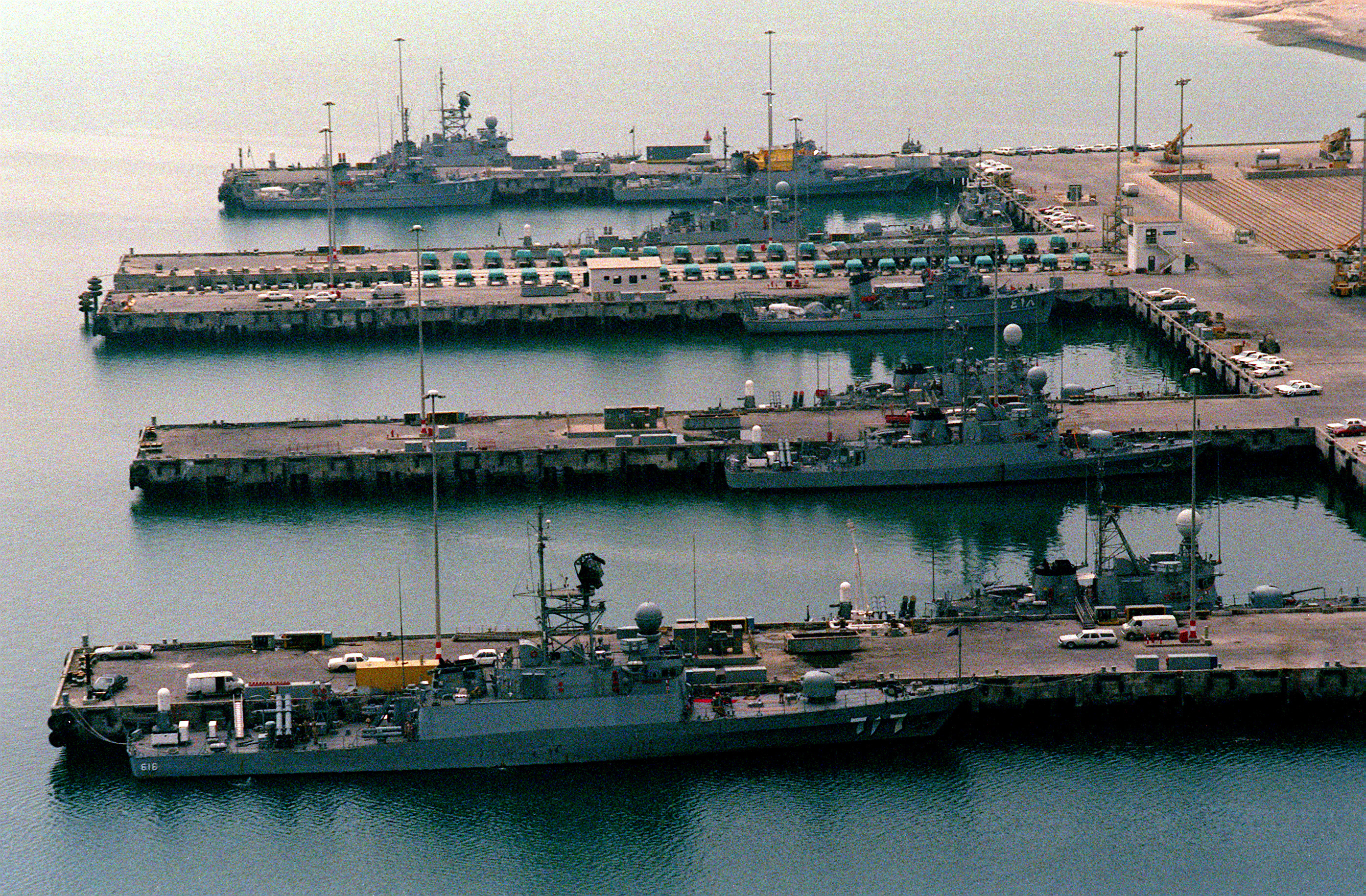
Stützpunkt der östlichen Flotte 1990

- Riad (): Hauptquartier
- al-Dschubail (): Hauptquartier der östlichen Flotte[7]
  - Dammam (): Stützpunkt am Persischen Golf
  - Ra's Tanura (): Stützpunkt am Persischen Golf
  - al-Qatif: Stützpunkt am Persischen Golf
- Dschidda (): Hauptquartier der westlichen Flotte[7]
  - al-Wadschh (): Stützpunkt am Roten Meer
  - Yanbu (): Stützpunkt am Roten Meer
  - Haqi: Stützpunkt am Roten Meer

## Ausrüstung
Die saudi-arabische Marine verfügt (Stand 2021) über folgende Schiffe, Luftfahrzeuge und Fahrzeuge:

### Fregatten
| Klasse     | Bild | Herkunft                 | Anzahl | Schiffe                       | Schiffe     | Anmerkungen |
| Klasse     | Bild | Herkunft                 | Anzahl | Name                          | Kennung     | Anmerkungen |
| ---------- | ---- | ------------------------ | ------ | ----------------------------- | ----------- | --- |
| La-Fayette |      | Frankreich               | 3      | Al Riyadh Al Makkah Al Dammam | 812 814 816 | |
| Al Madinah |      | Frankreich Saudi-Arabien | 3      | Hofouf Abha Taif              | 704 706 708 | Das vierte Schiff die Al Medinah (702) wurde 2017 bei einem Angriff von Huthi-Rebellen zerstört. Die US-Navy geht allerdings davon aus, dass der Angriff von Iran aus geleitet wurde. |
| Freedom    |      | Vereinigte Staaten       | 4      |                               |             | Bestellt 2017, noch kein Schiff im Einsatz |

### Korvetten und Schnellboote
| Klasse      | Bild | Herkunft                 | Anzahl | Schiffe                                                                  | Schiffe                             | Anmerkungen                                                           |
| Klasse      | Bild | Herkunft                 | Anzahl | Name                                                                     | Kennung                             | Anmerkungen                                                           |
| ----------- | ---- | ------------------------ | ------ | ------------------------------------------------------------------------ | ----------------------------------- | --------------------------------------------------------------------- |
| Avante 2200 |      | Spanien                  | 5      | Al Jubail Diriyah Hail Jazan Unayzah                                     | 828 830 832 834 836                 | Bestellt 2018. Das letzte Schiff wurde im Dezember 2021 ausgeliefert. |
| Tacoma      |      | Vereinigte Staaten       | 4      | Badr Al Yarmook Hitteen Tabuk                                            | 612 614 616 618                     |                                                                       |
|             |      | Vereinigte Staaten       | 9      | As Siddiq Al Farouq Abdul Aziz Faisal Khalid Amr Tariq Oqbah Abu Obaidah | 511 513 515 517 519 521 523 525 527 |                                                                       |
| HSI 32      |      | Frankreich Saudi-Arabien | 39     |                                                                          |                                     | 2018 bestellt, die Auslieferung begann 2019                           |

### Patrouillenboote
| Klasse            | Herkunft           | Anzahl | Anmerkungen |
| ----------------- | ------------------ | ------ | ----------- |
| Halter Marine 24m | Vereinigte Staaten | 17     |             |
| Plascoa 2200      | Frankreich         | 12     | [ 15 ]      |

### Minenabwehrfahrzeuge
| Klasse  | Bild | Herkunft               | Anzahl | Schiffe                 | Schiffe     |
| Klasse  | Bild | Herkunft               | Anzahl | Name                    | Kennung     |
| ------- | ---- | ---------------------- | ------ | ----------------------- | ----------- |
| Sandown |      | Vereinigtes Königreich | 3      | Al Jawf Shaqra Al Kharj | 420 422 424 |

### Landungsschiffe
| Klasse   | Herkunft           | Anzahl |
| -------- | ------------------ | ------ |
| LCU 1610 | Vereinigte Staaten | ca. 2  |
| LCM 6    | Vereinigte Staaten | 3      |

### Hilfsschiffe
| Klasse  | Bild | Herkunft   | Anzahl | Schiff  | Schiff  |
| Klasse  | Bild | Herkunft   | Anzahl | Name    | Kennung |
| ------- | ---- | ---------- | ------ | ------- | ------- |
| Durance |      | Frankreich | 1      | Boraida | 902     |

### Hubschrauber
| Typ                 | Herkunft                          | Funktion              | Version     | Anzahl | Anmerkungen                                  |
| ------------------- | --------------------------------- | --------------------- | ----------- | ------ | -------------------------------------------- |
| Eurocopter Dauphin  | Frankreich                        | Mehrzweckhubschrauber | AS365 AS565 | 26     |                                              |
| Aérospatiale AS 332 | Frankreich Vereinigtes Königreich | Transporthubschrauber | AS332 AS532 | 20     |                                              |
| NH90                | Europäische Union                 | Transporthubschrauber | NTH         |        | Die Anschaffung von 10 Maschinen ist geplant |
| Sikorsky UH-60      | Vereinigte Staaten                | Transporthubschrauber | S-70 MH-60R | 10     |                                              |

### Fahrzeuge
| Typ            | Herkunft   | Funktion               | Version | Anzahl |
| -------------- | ---------- | ---------------------- | ------- | ------ |
| Bastion Patsas | Frankreich | Spähpanzer             |         |        |
| Pegaso BMR     | Spanien    | Mannschaftstransporter | P       | 135    |

## Ränge
| Dienstgradgruppe  | Generale    | Generale    | Generale      | Generale  | Stabsoffiziere  | Stabsoffiziere   | Stabsoffiziere   | Hauptleute / Leutnante | Hauptleute / Leutnante | Hauptleute / Leutnante | Offiziersanwärter |
| ----------------- | ----------- | ----------- | ------------- | --------- | --------------- | ---------------- | ---------------- | ---------------------- | ---------------------- | ---------------------- | ----------------- |
| Ärmelabzeichen    |             |             |               |           |                 |                  |                  |                        |                        |                        |                   |
| Dienstgrad        | Admiral     | Vizeadmiral | Konteradmiral | Kommodore | Kapitän zur See | Fregattenkapitän | Korvettenkapitän | Kapitänleutnant        | Oberleutnant zur See   | Leutnant zur See       | kein Äquivalent   |
| Arab. Bezeichnung | Fariq Awwal | Fariq       | Liwa          | Amid      | Aqid            | Muqaddam         | Raid             | Naqib                  | Mulazim Awwal          | Mulazim                |                   |